# ميناء تالة إيلف
ميناء تالة إيلف هو ميناء صيد بحري يقع في منطقة «تالة إيلف» ويعتبر أحد موانئ ولاية بجاية في ميدانَيْ التجارة والمواصلات البحرية.

## البناء
بعد إتمام الدراسات التقنية وتوفير الاعتمادات المالية ثم الشروع في الإنجاز، تم استلام ميناء تالة إيلف في صيف 2011م.
وكان موقع هذا الميناء من قبل متنمثلا في شاطئ رملي تم تحويله إلى منشأة تابعة لقطاع الصيد البحري في الجزائر.
وتكلفة هذا المرفق الهام وصلت إلى أكثر من 3 ملايير دينار جزائري، وتكفل بأشغال الإنجاز كل من الشركة التركية «أس كا إنشاءات» والشركتين الجزائريتين «ميديترام» و«سوتراماست».

## المواصفات
سمح إنشاء ميناء تالة إيلف بتوفير 1.000 منصب شغل مباشر في ولاية بجاية.
ويمتد هذا الميناء المختلط للصيد البحري والترفيه على مساحة 7 هكتارات من الأرض الصلبة.
كما أن حوض الميناء يمتد على مساحة 6.2 هكتار يحميه رصيف ميناء رئيسي طوله 445 مترا طوليا، ورصيف ميناء ثانوي طوله 235 مترا طوليا.
أما بالنسبة لهياكل رسو السفن فتمثلت في رصيفين بحريين من أجل رسو السفن السياحية، ورصيفين بحريين من أجل رسو سفن الصيد الصغيرة، ورصيفين بحريين من أجل رسو «سفن صيد السردين» و«سفن الشالوتيي».
ويصل طول هذه الأرصفة البحرية الستة إلى 400 متر طولي، وتنطلق من رصيفين بحريين عرضهما ما بين 4 أمتار و5.5 أمتار،
وطولهما 215 متر طولي و470 مترا طوليا على التوالي.
وتم تزويد هذا الميناء برصيف لإصلاح السفن وبمصطبة قطر السفن محميين برصيف بحري.
وتتمثل قدرة استيعاب هذا الميناء في 15 «سفينة شالوتيي»، و30 سفينة صيد السردين، و40 سفينة صيد، و15 سفينة صيد في عرض البحر.
ويستطيع هذا المرفأ إنتاج قرابة 10.900 طن من السمك سنويا.
أما بالنسبة للجانب الترفيهي في الميناء، فتستطيع 50 سفينة سياحية رسو في أرصفته.

## الموقع
يقع «ميناء تالة إيلف» على الشريط الساحلي لولاية بجاية على بعد 20 كلم إلى الشمال الغربي من ميناء بجاية، وعلى بعد 34 كلم إلى الجنوب الشرقي من ميناء بنى كسيلة، وعلى بعد 59 كلم إلى الشرق من ميناء أزفون، وعلى بعد 130 كلم إلى الغرب من ميناء جن جن.
وهذا الموقع الرائع في الشريط الساحلي والواجهة البحرية، يجعل منه موقعا استراتيجيا مقابلا للطريق الوطني رقم 24.
يقع «ميناء تالة إيلف» على بعد حوالي 20 كلم إلى الشمال الغربي من مدينة بجاية، ويطل على البحر الأبيض المتوسط.
ويقع هذا الميناء في ساحل منطقة القبائل.

## وظيفته
يُعتبر ميناء تالة إيلف موقعا لنشاط صيادي الأسماك الحريصين على الحفاظ على الموارد الصيدية من التراجع عن طريق تفادي الصيد غير القانوني وعدم استعمال سفن صيد تستعمل الشباك الخاصة بصيد السمك في الأعماق.

## الأسماك
يتم صيد العديد من أنواع السمك انطلاقا من ميناء تالة إيلف أهمها السردين، واللاتشا، والميرلان، والروجي، والجمبري الملكي، والأخطبوط، والسيبيا، وكلب البحر.
ذلك أن ولاية بجاية، بموانئها الثلاثة ميناء بجاية وميناء تالة إيلف وميناء بنى كسيلة، هي ولاية جزائرية منتجة للأسماك.

## مكتبة الصور
- السردين

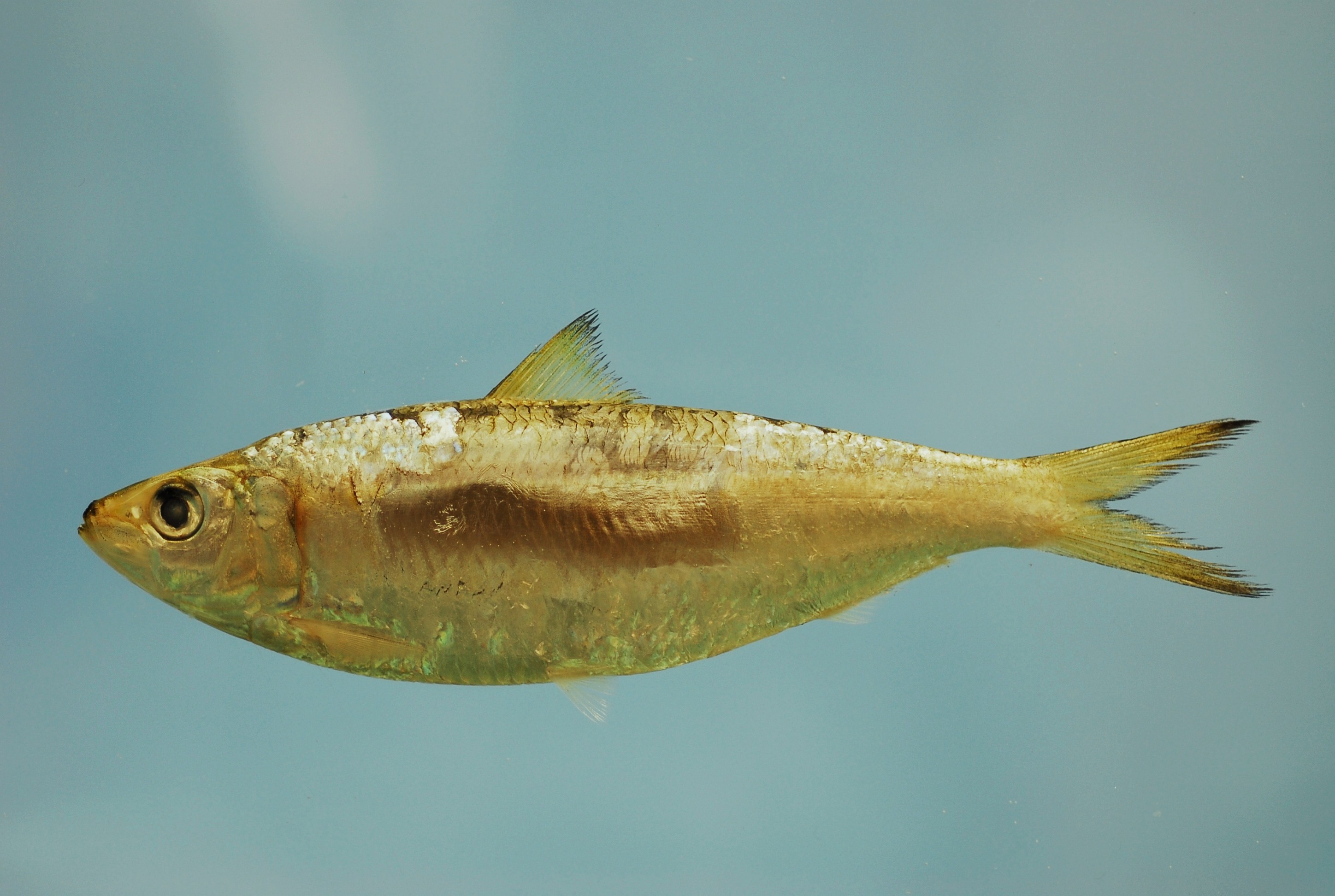
اللاتشا
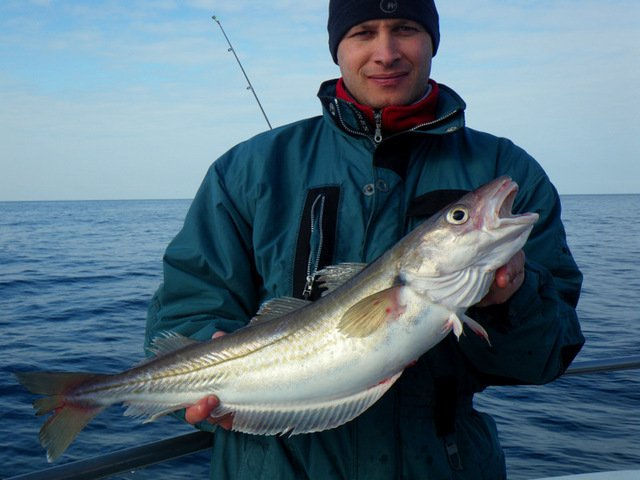
الميرلان
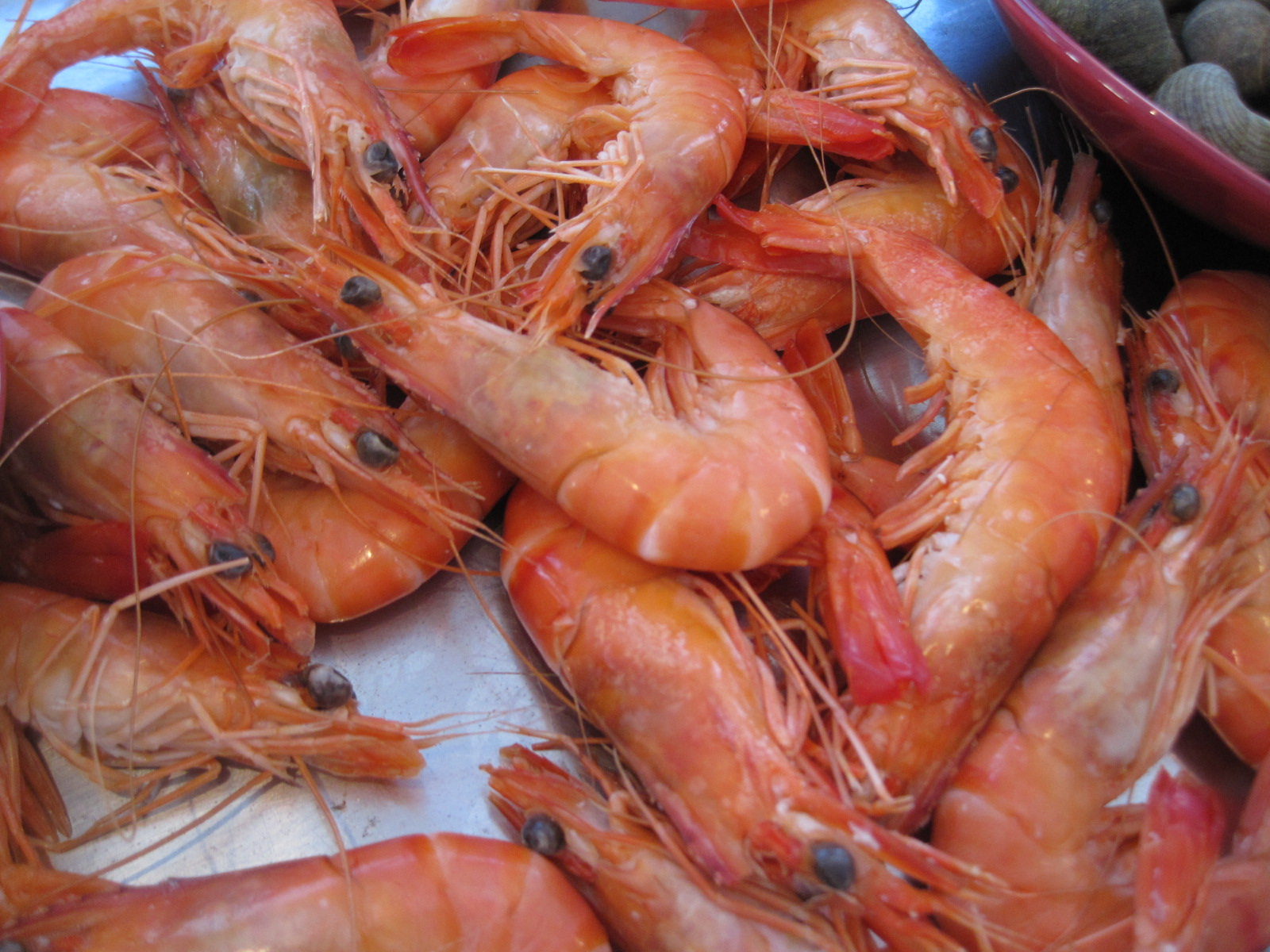
الجمبري الملكي
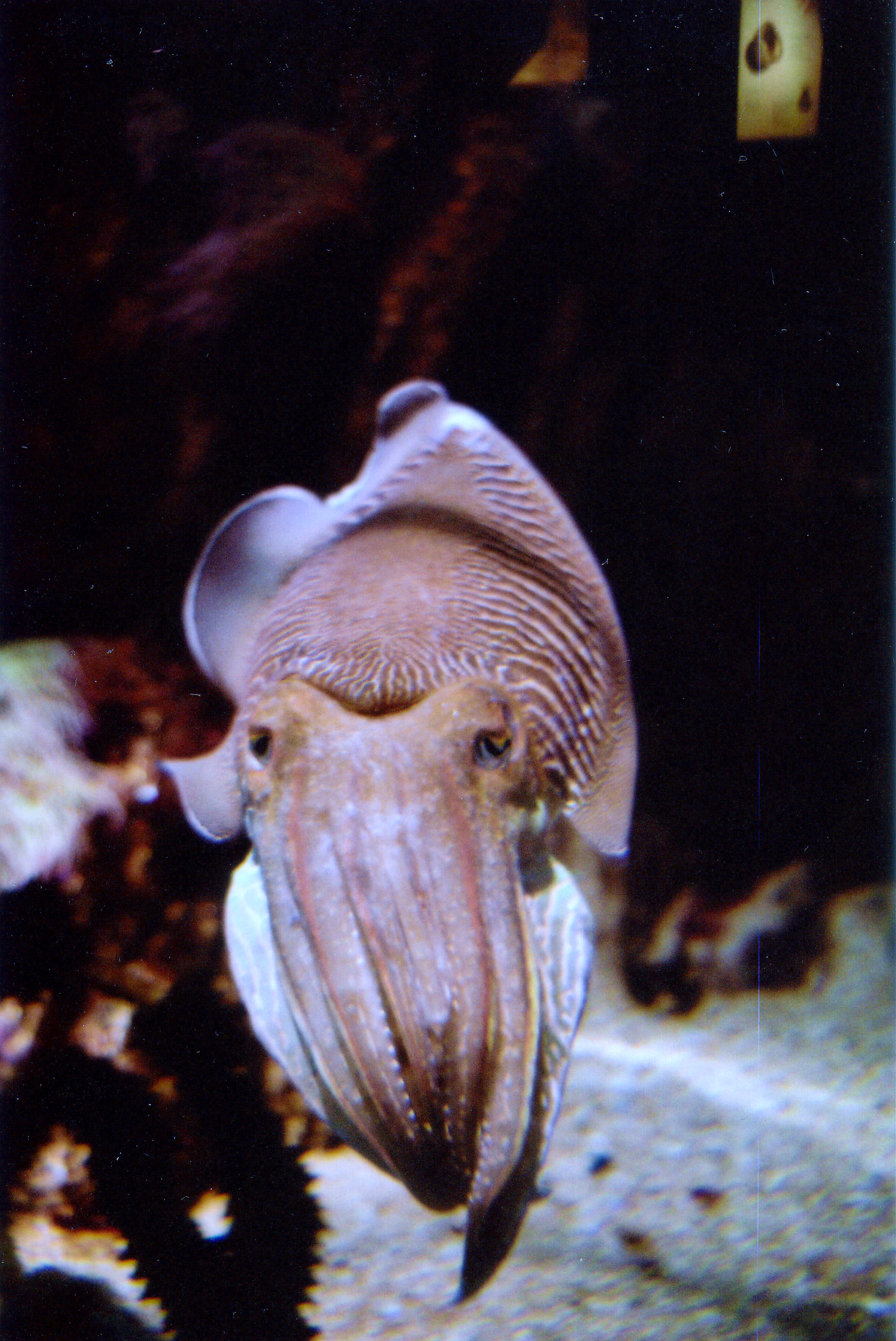
السيبيا
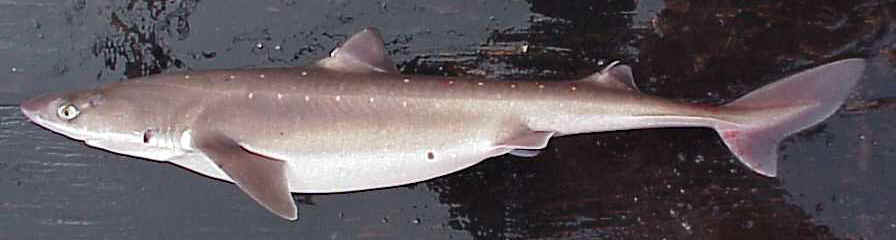
كلب البحر
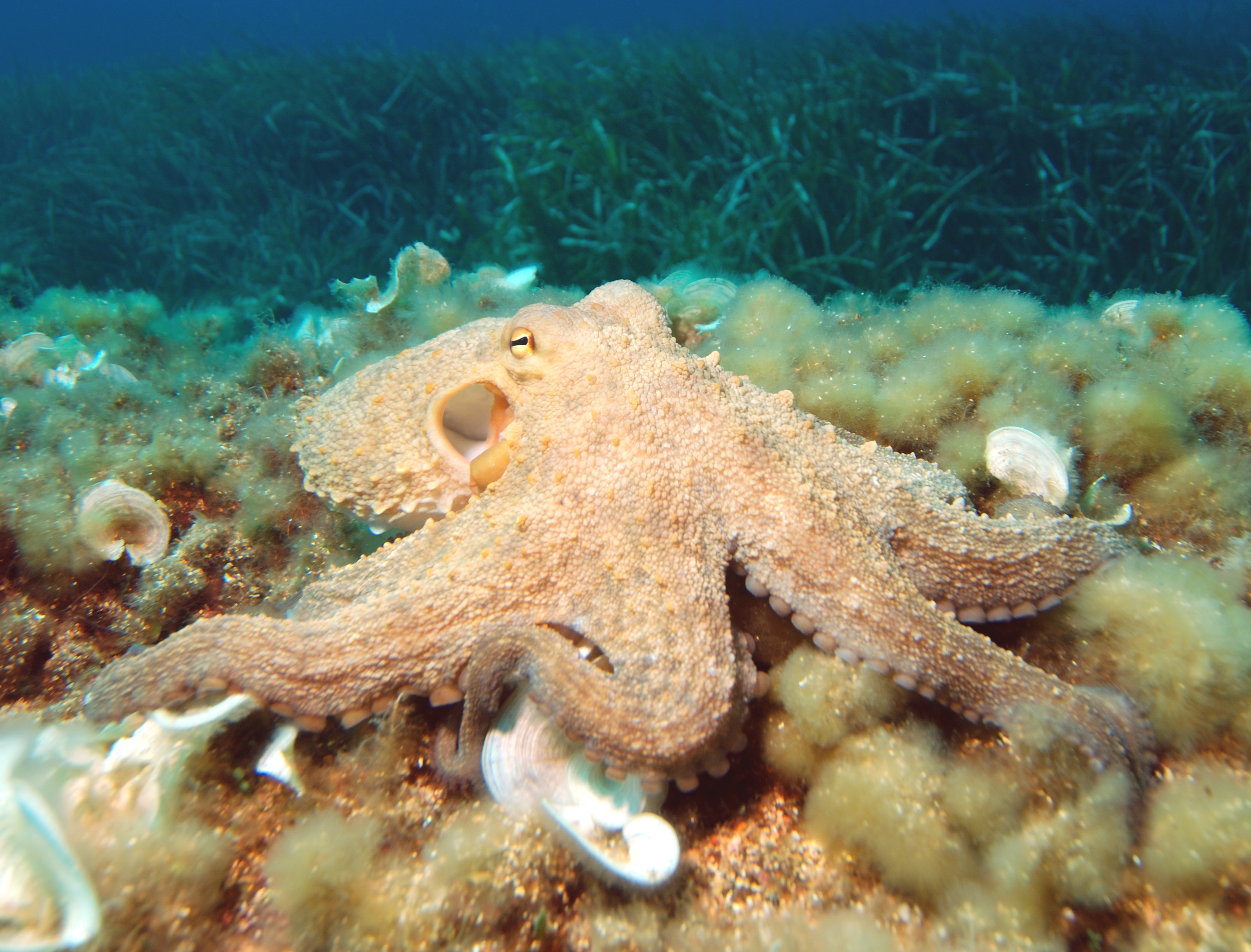
الأخطبوط
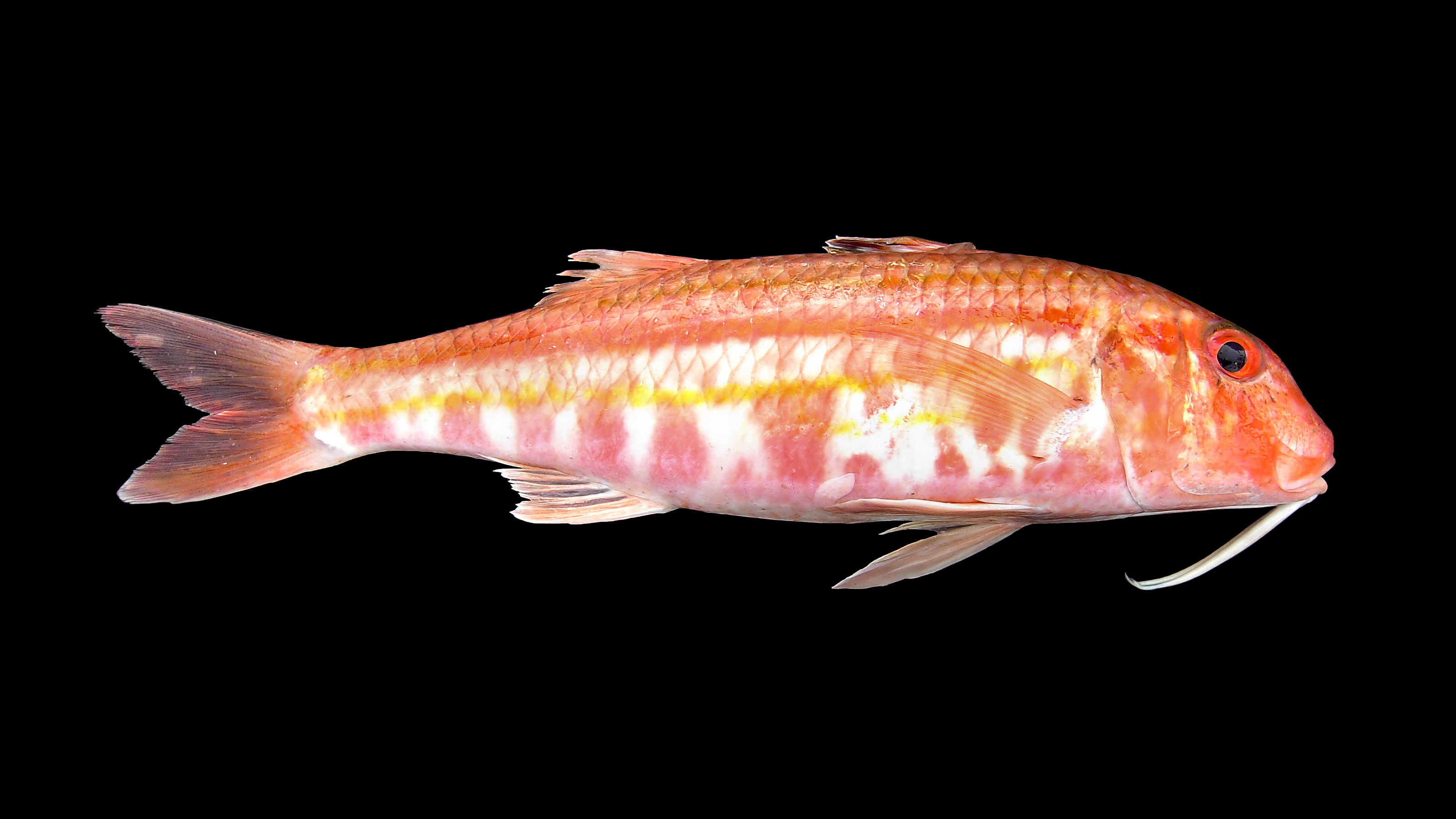
الروجي

### مواضيع ذات صلة
- قائمة موانئ الجزائر
- قائمة خلجان الجزائر
- الصيد البحري في الجزائر
- النقل في الجزائر
- السياحة في الجزائر
- ولاية بجاية

### فيديوهات
- جولة في منطقة تالة إيلف على يوتيوب.
- المصعد الهوائي في منطقة تالة إيلف على يوتيوب.